# Флаги Крыма
Список флагов муниципальных образований Республики Крым Российской Федерации.
Законом от 5 июня 2014 года № 15−ЗРК в Республике Крым образовано 279 муниципальных образований: 11 городских округов, 14 муниципальных районов, 4 городских поселения и 250 сельских поселений.

## Флаги городских округов
| Флаг       | Наименование                           | Дата утверждения               | Номер в ГГР |
| ---------- | -------------------------------------- | ------------------------------ | ----------- |
|            | Флаг городского округа Алушта          | 19 марта 2002                  |             |
|            | Флаг городского округа Армянск         | 14 августа 2008 6 августа 2015 | 11150       |
| нет данных | Флаг городского округа Джанкой         |                                |             |
|            | Флаг городского округа Евпатория       | 30 мая 1997                    |             |
|            | Флаг городского округа Керчь           | 19 октября 1999                |             |
|            | Флаг городского округа Красноперекопск | 25 октября 2018                | 12114       |

| Флаг | Наименование                       | Дата утверждения                | Номер в ГГР |
| ---- | ---------------------------------- | ------------------------------- | ----------- |
|      | Флаг городского округа Саки        | 29 апреля 2005 30 сентября 2016 |             |
|      | Флаг городского округа Симферополь | 14 декабря 2006 2 апреля 2015   |             |
|      | Флаг городского округа Судак       | 26 ноября 2015                  | 10745       |
|      | Флаг городского округа Феодосия    | 29 апреля 2016                  | 11004       |
|      | Флаг городского округа Ялта        | 13 февраля 2015                 |             |

## Флаги муниципальных районов
| Флаг | Наименование                                            | Дата утверждения | Номер в ГГР |
| ---- | ------------------------------------------------------- | ---------------- | ----------- |
|      | Флаг муниципального образования Бахчисарайский район    | 25 мая 2017      | 11431       |
|      | Флаг муниципального образования Белогорский район       | 26 мая 2017      | 11560       |
|      | Флаг муниципального образования Джанкойский район       | 21 апреля 2005   |             |
|      | Флаг муниципального образования Кировский район         | 11 августа 2017  | 11695       |
|      | Флаг муниципального образования Красногвардейский район | 16 декабря 2020  | 13287       |
|      | Флаг муниципального образования Красноперекопский район | 25 ноября 2016   | 11262       |
|      | Флаг муниципального образования Ленинский район         | 23 октября 2015  |             |

| Флаг       | Наименование                                          | Дата утверждения                            | Номер в ГГР |
| ---------- | ----------------------------------------------------- | ------------------------------------------- | ----------- |
|            | Флаг муниципального образования Нижнегорский район    | 15 декабря 2006 15 декабря 2016             |             |
|            | Флаг муниципального образования Первомайский район    | 27 марта 2008 30 апреля 2015                |             |
|            | Флаг муниципального образования Раздольненский район  | 24 января 2017                              |             |
|            | Флаг муниципального образования Сакский район         | 7 ноября 2003 22 сентября 2015              |             |
| нет данных | Флаг муниципального образования Симферопольский район |                                             |             |
|            | Флаг муниципального образования Советский район       | 25 февраля 2011 26 августа 2015 30 мая 2017 | 11553       |
|            | Флаг муниципального образования Черноморский район    | 21 февраля 2013 28 августа 2015             |             |

## Флаги городских поселений
| Флаг | Наименование                                            | Дата утверждения              | Номер в ГГР |
| ---- | ------------------------------------------------------- | ----------------------------- | ----------- |
|      | Флаг городского поселения Белогорск Белогорского района | 16 июня 2017                  | 11569       |
|      | Флаг городского поселения Старый Крым Кировского района | 28 марта 2008 30 октября 2017 |             |

## Флаги сельских поселений
| Флаг | Наименование                                                          | Дата утверждения               | Номер в ГГР |
| ---- | --------------------------------------------------------------------- | ------------------------------ | ----------- |
|      | Флаг Ароматновского сельского поселения Белогорского района           | 27 декабря 2017                | 11721       |
|      | Флаг Васильевского сельского поселения Белогорского района            | 15 апреля 2015                 | 11433       |
|      | Флаг Вишенского сельского поселения Белогорского района               | 8 декабря 2017                 | 11723       |
|      | Флаг Зеленогорского сельского поселения Белогорского района           | 6 декабря 2017                 | 11725       |
|      | Флаг Зуйского сельского поселения Белогорского района                 | 6 сентября 2006 17 января 2017 | 11390       |
|      | Флаг Красногвардейского сельского поселения Красногвардейского района | 25 ноября 2020                 | 13289       |
|      | Флаг Лесновского сельского поселения Сакского района                  | 24 мая 2019                    | 12450       |
|      | Флаг Партизанского сельского поселения Кировского района              | 16 мая 2018                    | 11896       |
|      | Флаг Первомайского сельского поселения Кировского района              | 9 сентября 2015                | 10630       |

| Флаг | Наименование                                                   | Дата утверждения                | Номер в ГГР |
| ---- | -------------------------------------------------------------- | ------------------------------- | ----------- |
|      | Флаг Петровского сельского поселения Красногвардейского района | 22 сентября 2015                | 10546       |
|      | Флаг Приветненского сельского поселения Кировского района      | 26 апреля 2010 27 октября 2015  |             |
|      | Флаг Садового сельского поселения Нижнегорского района         | 31 августа 2018                 | 12059       |
|      | Флаг Синицынского сельского поселения Кировского района        | 28 августа 2015                 |             |
|      | Флаг Укромновского сельского поселения Симферопольского района | 18 августа 2015                 |             |
|      | Флаг Фрунзенского сельского поселения Сакского района          | 20 мая 2019                     | 12609       |
|      | Флаг Черноморского сельского поселения Черноморского района    | 5 сентября 2008 10 февраля 2015 |             |
|      | Флаг Чернышёвского сельского поселения Раздольненского района  | 2 декабря 2020                  | 13291       |
|      | Флаг Яркополенского сельского поселения Кировского района      | 26 апреля 2018                  | 11898       |

## Упразднённые флаги
| Флаг | Наименование                                            | Дата утверждения          | Дата отмены     |
| ---- | ------------------------------------------------------- | ------------------------- | --------------- |
|      | Флаг городского округа Красноперекопск                  | 15 июля 2011 25 июня 2015 | 25 октября 2018 |
|      | Флаг города Феодосии                                    | 30 июня 2005              | 29 апреля 2016  |
|      | Флаг города Ялты                                        | 29 сентября 2005          |                 |
|      | Флаг муниципального образования Белогорский район       | 28 декабря 2010           |                 |
|      | Флаг муниципального образования Кировский район         | 20 марта 2005             |                 |
|      | Флаг муниципального образования Красногвардейский район | 16 сентября 2011          |                 |
|      | Флаг муниципального образования Раздольненский район    | 6 июля 2009               |                 |

| Флаг | Наименование                                              | Дата утверждения               | Дата отмены     |
| ---- | --------------------------------------------------------- | ------------------------------ | --------------- |
|      | Флаг села Зеленогорское Белогорского района               | 30 декабря 2010                |                 |
|      | Флаг села Партизаны Кировского района                     | 19 сентября 2008               |                 |
|      | Флаг Первомайского сельского поселения Кировского района  | 28 ноября 2008 30 апреля 2015  | 9 сентября 2015 |
|      | Флаг Синицынского сельского поселения Кировского района   | 23 декабря 2008 30 апреля 2015 | 28 августа 2015 |
|      | Флаг села Яркое Поле Кировского района                    | 11 декабря 2008                |                 |
|      | Флаг Яркополенского сельского поселения Кировского района | 20 мая 2015                    | 26 апреля 2018  |